# Antonio Abetti
Antonio Abetti (ur. 19 czerwca 1846 w San Pietro di Gorizia, zm. 20 lutego 1928 w Arcetri) – włoski astronom.

## Życiorys
Urodził się w San Pietro di Gorizia, które należało wówczas do Cesarstwa Austrii. Ukończył matematykę i inżynierię na Uniwersytecie Padewskim w 1867 roku, jednak wkrótce potem zainteresował się astronomią i rozpoczął pracę w miejscowym obserwatorium astronomicznym, gdzie pracował aż do 1893 roku.
W 1894 roku w wyniku publicznego konkursu został mianowany dyrektorem obserwatorium w Arcetri oraz profesorem astronomii na Uniwersytecie Florenckim. Obserwatorium w Arcetri było praktycznie opuszczone po śmierci w 1872 roku jego założyciela, Giovanniego Donatiego, toteż jednym z pierwszych zadań Abettiego było zainstalowanie tam teleskopu. Skonstruował go własnoręcznie w warsztatach w Padwie z wykorzystaniem soczewek o średnicy 28 cm. W 1921 roku, w wieku 75 lat przeszedł na emeryturę, jednak kontynuował badania w obserwatorium aż do śmierci w 1928 roku.
Głównym obszarem jego zainteresowań była astronomia pozycyjna. Zajmował się obserwacjami planetoid, komet, okultacji gwiazd i zaćmień. M.in. obliczył orbitę planetoidy (170) Maria i nazwał ją imieniem swojej siostry.
W 1874 roku wziął udział we włoskiej ekspedycji do Muddapuru w Indiach, gdzie obserwował przejście Wenus na tle tarczy Słońca za pomocą spektroskopu (była to pierwsza obserwacja tego zjawiska z wykorzystaniem tego instrumentu).
Określił również różnice w długościach geograficznych różnych włoskich miejscowości w ramach projektu sponsorowanego przez Włoską Komisję Geodezyjną. Badania te doprowadziły do udoskonalenia i uproszczenia określania czasu.
Jego synem był Giorgio Abetti, który również został astronomem.

## Wyróżnienia
- Był członkiem brytyjskiego Królewskiego Towarzystwa Astronomicznego, Accademia Nazionale dei Lincei w Rzymie i kilku innych włoskich stowarzyszeń[1].
- Na jego cześć nazwano planetoidę (2646) Abetti[1].
- Krater Abetti na Księżycu został nazwany na cześć Abettiego i jego syna[1].